# Trichonectria rectipila
Trichonectria rectipila är en lavart som beskrevs av Samuels, Rogerson & M.E. Barr 1988. Trichonectria rectipila ingår i släktet Trichonectria och familjen Bionectriaceae.   Inga underarter finns listade i Catalogue of Life.